# Liste der Hauptvertreter der Neuscholastik
Diese Liste beinhaltet die bedeutendsten Vertreter der Neuscholastik. Sie ist gegliedert nach den verschiedenen philosophischen Themengebieten.
Als Hauptvertreter der Neuscholastik sind anzusehen:

## Logik und Erkenntnistheorie
- Joseph Maria Bocheński
- Walter Brugger
- August Brunner
- Josef Engert
- Joseph Geyser
- Bernhard Lakebrink
- Jacques Maritain
- Désiré Mercier
- Caspar Nink
- Marie Dominique Roland-Gosselin (1883–1934)
- Fernand van Steenberghen
- Gottlieb Söhngen

## Metaphysik und Ontologie
- Ludwig Baur
- Emerich Coreth
- Pedro Descoqs
- Daniel Feuling
- Reginald Garrigou-Lagrange
- Joseph Gredt
- Hans-Eduard Hengstenberg
- Georg von Hertling
- Alexander Horvarth
- Gallus Manser
- Joseph Möller
- Luis de Raemaeker

## Naturphilosophie
- Friedrich Dessauer
- Heimo Dolch
- Adolf Haas
- André Mercier
- Albert Mitterer
- Paul Overhage
- Tilman Pesch
- Vinzenz Rüfner
- Fernand Renoirte
- Joseph Schwertschlager
- Georg Siegmund

## Ethik und Gesellschaftslehre
- Viktor Cathrein
- Alois Dempf
- Gustav Gundlach
- Dietrich von Hildebrand
- Joseph Mausbach
- Johannes Messner
- Heinrich Pesch
- Josef Pieper
- Otto Schilling
- Peter Tischleder
- Arthur Fridolin Utz
- Franz Eberhard Welty

## Ästhetik
- Adolf Dyroff
- Gerhard Gietmann
- Heinrich Lützeler
- Maurice de Wulf

## Religionsphilosophie
- Jacques Albert Cuttat
- Johann Peter Steffes
- Erich Przywara
- Georg Wunderle

## Geschichte der Philosophie
- Clemens Baeumker
- Philotheus Böhner
- Heinrich Denifle
- Franz Ehrle
- Martin Grabmann
- Etienne Henri Gilson
- Josef Koch
- Hans Meyer
- Erhard Wolfram Platzeck
- Otto Willmann
- Paul Wilpert

## Marxismuskritik
- Joseph Maria Bocheński
- Jean-Yves Calvez
- Gustav Wetter